# Крушение состава с нефтью в Лак-Мегантик (Квебек)
Взрыв состава с нефтью произошёл вечером 6 июля 2013 года в городке Лак-Мегантик, расположенном в Восточных кантонах канадской провинции Квебек.
Поезд, принадлежащий компании The Montreal, Maine and Atlantic Railway и перевозивший 73 цистерны с сырой нефтью, добытой на месторождении Баккен, сошёл с рельсов. В результате несколько цистерн загорелись и взорвались.
Известно о 42 погибших, ещё 5 человек числятся пропавшими без вести и также считаются погибшими. В результате пожара, охватившего город, более 30 зданий в центральной его части (примерно половина зданий в центре города), были уничтожены.

## Предпосылки аварии
В октябре 2012 года на тепловозе GE C30-7 № 5017 при ускоренном ремонте дизельного двигателя были применены эпоксидные материалы. При последующей эксплуатации эти материалы разрушились, тепловоз стал сильно дымить. Вытекающие горюче-смазочные материалы скапливались в корпусе турбокомпрессора, что в ночь крушения привело к возгоранию.
Состав поезда MMA-2 был сформирован на станции Кот-Сен-Люк CPR и отправился в путь в соответствии с графиком 5 июля 2013 года. Вес поезда составлял порядка 10 287 тонн при длине 1433 метра. Поезд был сформирован из 5 тепловозов, вагона управления «VB», крытого вагона прикрытия и 72-х 4-осных цистерн изрядно устарешего типа DOT-111 с недостаточной механической прочностью. Каждая цистерна была заполнена 113 тыс. литров нефти. От станции Фа́рнем поезд шёл под управлением единственного машиниста Тома Хардинга.
В 23:00 поезд остановился на главном пути станции Нант, где проводится смена локомотивной бригады. Станция Нант имеет боковой путь, оборудованный сбрасывателем, но использовать его было нельзя, потому что путь обычно был занят пустыми вагонами для местной фабрики. Обычно поезда основного трафика на главных путях не оставляли, но это не было и прямо запрещено. Машинист связался с диспетчером и сообщил о неполадках с дизелем во время следования, и сильном чёрном и белом выхлопе. Решение проблемы с тепловозом было отложено до утра. Станция Нант расположена на уклоне 1,2% в сторону Лак-Мегантика. 4 из 5 локомотивов были заглушены, а неисправный № 5017 — оставлен заведённым на ночь для работы компрессора и поддержания давления в тормозной магистрали. На поезде были задействованы ручные тормоза, однако машинист задействовал тормоза на недостаточном количестве вагонов, и неправильно произвёл пробу тормозов при оставлении поезда. Прибор контроля бдительности на локомотиве не был подключён к тормозной системе.
Машинист уехал на такси ночевать в гостиницу в город Лак-Мегантик. По дороге он сказал таксисту, что планирует связаться с отделением дороги, и получить дополнительные инструкции. Поезд с заведённым тепловозом, с незапирающейся кабиной и опасным грузом был оставлен на ночь на необслуживаемой станции, рядом с шоссе.

## Ход происшествия
После 22:45 очевидцы, проезжавшие по шоссе рядом с тепловозом, наблюдали сизые облака выхлопа с искрами. В 23:50 в службу 911 поступило сообщение о пожаре на головном тепловозе. При тушении, согласно инструкциям пожарной службы, тепловоз был заглушен. Было решено не возвращать машиниста обратно на поезд, а выслать к поезду двух работников службы пути из Лак-Мегантик. Они не знали про то, что на этом поезде должны быть задействованы пневматические тормоза, поэтому сообщили диспетчеру о том, что поезд закреплён.
В выключенном тепловозе не работал и компрессор, и давление в тормозной магистрали снижалось. В 00:56 давление в магистрали упало до уровня срыва с ручных тормозов и неуправляемый поезд пошёл по уклону на перегон к городу Лак-Мегантик. Путь не был оборудован средствами СЦБ, по которым диспетчер мог бы узнать об уходе неуправляемого поезда.
В 01:14 поезд на скорости 105 км/ч, в три раза большей, чем разрешённая на участке в центре города Лак-Мегантик, не вошёл в кривую на развилке пути и разорвался на три секции. 5 локомотивов и вагон управления остановились на путях в 800 метрах за местом схода; 63 вагона сошли с рельсов на развилке и сложились "в змейку" практически люк к люку, что затем сильно ускорило развитие пожара; 9 хвостовых вагонов остались стоять позади на путях. В центральной секции сразу же начались взрывы, горящая нефть разлилась вдоль железной дороги.
Горящая нефть попала в подземные коммуникации, и вызвала пожары вокруг водостоков, люков и в подвалах домов. Люди, находившиеся в близком кафе, ощутили толчки земли, решили что началось землетрясение, и спрятались под столами, а затем не успели убежать от огневого фронта.
Через месяц компания, которой принадлежал аварийный состав, подала документы о банкротстве.
Эта железнодорожная катастрофа стала самой смертоносной в Канаде с 1864 года при крушении поезда в Мон-сен-Илер, четвёртой в канадской истории и самой смертоносной в Северной Америке с 1989 года, когда поезд упал в реку Сан-Рафаэль в Мексике (тогда погибли 112 человек).